# Hanati Silamu
Hanati Silamu (en chino: 獎牌記錄; Altay, 13 de septiembre de 1984) es un deportista chino que compitió en boxeo.
Participó en dos Juegos Olímpicos de Verano, en los años 2004 y 2008, obteniendo una medalla de bronce en Pekín 2008, en el peso wélter. Ganó una medalla de bronce en el Campeonato Mundial de Boxeo Aficionado de 2007, en el mismo peso.

## Palmarés internacional
| Juegos Olímpicos   | Juegos Olímpicos         | Juegos Olímpicos  | Juegos Olímpicos |
| Año                | Lugar                    | Medalla           | Categoría        |
| ------------------ | ------------------------ | ----------------- | ---------------- |
| 2008               | Pekín (China)            | Medalla de bronce | 69 kg            |
| Campeonato Mundial |                          |                   |                  |
| Año                | Lugar                    | Medalla           | Categoría        |
| 2007               | Chicago (Estados Unidos) | Medalla de bronce | 69 kg            |